# Museu de la Fotografia de Charleroi
El Museu de la Fotografia (en idioma francès: Musée de la photographie) és un museu belga fundat el 1987 i situat en un antic monestir neogòtic al barri de Mont-sur-Marchienne de Charleroi (Bèlgica). L'1 de juny de 2008 es va realitzar una ampliació d'una ala de l'edifici, a càrrec de l'arquitecte Olivier Bastin, pel que va convertir en el museu de fotografia més extens d'Europa.
En la seva col·lecció permanent es poden trobar fotografies molt significatives com nus de Auguste Belloc que va ser el primer a fer-les, la coneguda fotografia de François Aubert realitzada després de l'afusellament de Maximilià I de Mèxic, una fotografia de les Cascades del Niàgara que s'atribueix a Platt D.Babitt i es troba entre les primeres realitzades en aquest lloc, diversos daguerreotips de Modeste Winandy en què apareixen els habitants de Marchienne-au-Pont a 1847, la fotografia de la lluna realitzada per Adolphe Neyt a 1869, el retrat de George Sand realitzat a 1864 per  Nedar, una fotografia titulada Sicile de Wilhelm von Gloeden, la fotografia titulada Nude, Point Llops realitzada per Edward Weston el 1936, diverses fotografies de Henri Cartier-Bresson, la fotografia realitzada el 1953 per Robert Doisneau i titulada L'accordéoniste, Restaurant La Tartine, Li 02:00 d'Astrid  de Jeanloup Sieff, Huh yeh-Mei i la seva família del xinès Liang Kuo Lung realitzada sobre 1990 i un llarg etcètera.
Aquesta mostra d'unes cinc-centes fotografies que estan realitzades amb diferents tècniques com ambrotipia, còpia a l'albúmina, col·lodió humit i altres, al costat de l'excel·lent col·lecció de daguerreotips i de càmeres fotogràfiques antigues ofereixen una bona visió de la Història de la Fotografia.
A més realitza nou exposicions temporals i temàtiques cada any existint en cada moment tres que es realitzen de manera simultània i cadascuna d'elles té una durada de quatre mesos.
Al museu es guarden totes les col·leccions fotogràfiques de la Comunitat francesa de Bèlgica i estan dipositats tots els reportatges fotogràfics dels arxius de Valònia, per al que disposa d'una sala d'arxiu que manté una temperatura estable de 17 °C i una humitat del 42% HR. També disposa d'un servei educatiu, una biblioteca amb més de tretze mil exemplars, una sala d'actes, una llibreria i una cafeteria.